# مخزن سد

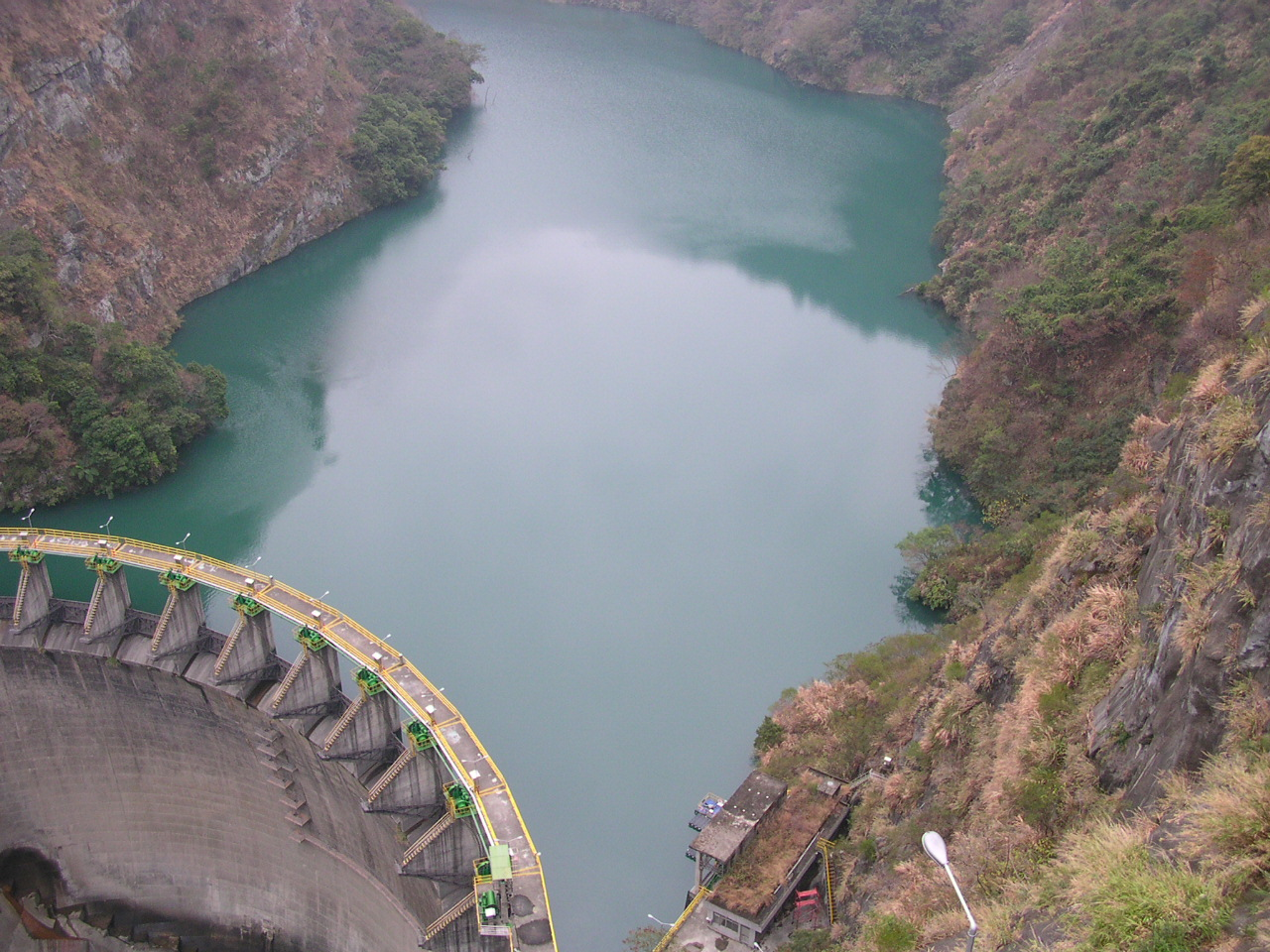
سدی بر روی رودخانه دان هان، تایوان

مخزن سد (به انگلیسی: Reservoir)، محل ذخیره آبی است که برای مقاصد برقابی (هیدرولیک)، صنعتی، مصارف خانگی، آبیاری و مانند آن با بستن سد در مسیر رودخانه ایجاد می‌شود.
از مخزن‌های سد برای ذخیرهٔ آب استفاده می‌شود و معمولاً در دره رودخانه‌ها احداث می‌شود یا ممکن است با حفاری در زمین یا با ساخت و ساز معمولی ساخته شده باشد. روش‌هایی مانند آجرکاری یا ریختن بتن، از روش‌های ایجاد آن می‌باشد. به مخزن سد «دریاچه سد» نیز گفته می‌شود.